# Kalied
Die Kalied, auch Ka-Lied genannt, bei Titmaringhausen im Hochsauerlandkreis, Nordrhein-Westfalen (Deutschland), ist eine 744,8 m ü. NHN hohe Nebenkuppe der Kahlen Pön im Rothaargebirge.

## Geographie

### Lage
Die Kalied liegt im Nordostteil des Rothaargebirges. Ihr Gipfel erhebt sich innerhalb des Hochsauerlandkreises im Naturpark Sauerland-Rothaargebirge etwa 600 m südlich der Grenze von Westfalen zu Nordhessen, welche der Nahtlinie von Sauerland und Upland entspricht, und gleich weit südöstlich der Kahlen Pön, als dessen ostsüdöstlicher Ausläufer die Kalied anzusehen ist. Er liegt 1,5 km nordöstlich von Titmaringhausen und genauso weit westlich von Düdinghausen, zwei Ortsteilen des westfälischen Medebach. Jenseits und damit nördlich der Grenze befindet sich im hessischen Landkreis Waldeck-Frankenberg neben den Nordausläufern der Kalied der Naturpark Diemelsee mit dem Willinger Ortsteil Usseln.
Auf der überwiegend bewaldeten Kalied stehen eine Schutzhütte (Gipfelnähe) und ein Sendeturm (ca. 100 m östlich des Gipfels; ca. 735 m). Auf ihrem Nordhang, der in den Osthang der Kahlen Pön übergeht, entspringt als Zufluss der Wilden Aa die Neerdar.

### Naturräumliche Zuordnung
Die Kalied gehört in der naturräumlichen Haupteinheitengruppe Süderbergland (Nr. 33), in der Haupteinheit Rothaargebirge (mit Hochsauerland) (333) und in der Untereinheit Upland (333.9) zum Naturraum Inneres Upland (333.90). Nach Südosten und Süden fällt ihre Landschaft in den Naturraum Grafschafter Kammer (mit Upländer Tor) (332.52) ab, der in der Haupteinheit Ostsauerländer Gebirgsrand (332) zur Untereinheit Grafschafter Bergland (332.5) zählt.

### Wasserscheide
Kalied und Kahle Pön liegen auf der Diemel-Eder/Fulda/Weser-Wasserscheide. Während sich die nach Nordosten fließende Diemel, die etwas weiter westnordwestlich nahe Auf’m Knoll entspringt, direkt in die Weser entwässert, macht die Wilde Aa (ab Mittellauf auch Aar genannt), die etwas weiter westsüdwestlich auf dem Osthang des Krutenbergs entspringt und von dort nach Osten fließt, einen südlicheren Umweg durch die Orke, Eder und Fulda zur Weser. Auch die auf der Nordflanke der Kalied quellende und überwiegend ostwärts fließende Neerdar macht einen südlicheren Umweg durch die Wilde Aa, Eder und Fulda zur Weser. Durch letztere entwässert zum Beispiel auch die östlich vom Gipfel entspringende und durch Düdinghausen fließende Prisebecke.

## Schutzgebiete
Die Südwestflanke der Kalied fällt in das 1987 gegründete und 35 ha große Naturschutzgebiet Kahle Pön bei Usseln (NSG-Nr. 163969) und die Ostflanke in das 2002 gegründete und 18 ha große NSG Brüche-Talung (NSG-Nr. 318247) ab.